# Öffentlicher Personennahverkehr in Ulm
Der Öffentliche Personennahverkehr in Ulm umfasst im Stadtgebiet das Straßenbahn- und Stadtbusnetz der Stadtwerke Ulm/Neu-Ulm (SWU). In der umliegenden Region Donau-Iller wird der Nahverkehr durch Regionalzüge und Regionalbusse der Deutschen Bahn und weiterer Verkehrsunternehmen erbracht.
Der öffentliche Personennahverkehr in und um Ulm unterliegt der gemeinsamen Tarifgestaltung des Donau-Iller-Nahverkehrsverbunds (DING). Für die Bestellung der innerstädtischen Verkehre sind die Stadt Ulm und in Teilen der Landkreis Neu-Ulm zuständig. Der Regionalverkehr wird durch die tangierten Landkreise sowie die Nahverkehrsgesellschaft Baden-Württemberg ausgeschrieben.

## Regionalverkehr

### Regionalzüge
Zuständig für den Betrieb des Schienenverkehrs sind DB Regio Bayern, DB Regio Baden-Württemberg, Südwestdeutsche Landesverkehrs-GmbH (SWEG/HzL), Agilis, Arverio Baden-Württemberg, Arverio Bayern und die Schwäbische Alb-Bahn (SAB). Beteiligte Eisenbahninfrastrukturunternehmen sind neben der DB Netz auch die Erms-Neckar-Bahn und die Stadtwerke Ulm/Neu-Ulm.
Alle Regionalzüge im Raum Ulm beginnen beziehungsweise enden bis auf eine Linie im Hauptbahnhof Ulm. Dedizierte Liniennummern wurden im Zuge von Ausschreibungen der Verkehrsministerien Baden-Württemberg und Bayern seit 2019 für neue Verkehrsverträge vergeben.
| Bezeichnung | Verlauf | Betreiber       | Taktfrequenz    |
| ----------- | --- | --------------- | --------------- |
| RS 2        | Ulm – Ulm-Donautal – Erbach – Laupheim West – Schemmerberg – Warthausen – Biberach – Biberach Süd                                                            | DB Regio BW     | Stundentakt     |
| RS 21       | Ulm – Ulm-Donautal – Erbach – Laupheim West – Laupheim Stadt – Schemmerberg – Warthausen – Biberach – Biberach Süd                                           | DB Regio BW     | Stundentakt     |
| RS 3        | Ulm – Ulm-Söflingen – Blaustein – Herrlingen (– Gerhausen – Blaubeuren – Schelklingen – Schmiechen – Allmendingen – Ehingen – Rottenacker – Munderkingen)    | SWEG            | Halbstundentakt |
| RS 5        | Ulm – Thalfingen – Langenau – Giengen – Heidenheim – Aalen                                                                                                   | SWEG            | Stundentakt     |
| RS 51       | Ulm – Ulm Ost – Thalfingen – Oberelchingen – Unterelchingen – Langenau (– Rammingen – Giengen – Heidenheim – Aalen)                                          | SWEG            | Stundentakt     |
| RS 7        | Ulm – Neu-Ulm – Neu-Ulm Finningerstraße – Senden – Vöhringen – Bellenberg – Illertissen – Altenstadt – Kellmünz – Memmingen                                  | DB Regio Bayern | Stundentakt     |
| RS 71       | Ulm – Neu-Ulm – Neu-Ulm Finningerstraße – Gerlenhofen – Senden – Wullenstetten – Witzighausen – Weißenhorn-Eschach – Weißenhorn                              | DB Regio Bayern | Stundentakt     |
| RB 15       | Ulm – Neu-Ulm – Nersingen – Günzburg – Donauwörth – Ingolstadt (– Regensburg)                                                                                | agilis          | Stundentakt     |
| MEX 16      | Ulm – Beimerstetten – Westerstetten – Lonsee – Urspring – Amstetten – Geislingen – Göppingen – Plochingen – Esslingen – Stuttgart                            | Arverio BW      | Stundentakt     |
| RB 78       | Ulm – Neu-Ulm – Günzburg – Ichenhausen – Krumbach | DB Regio BW     | Ein Zugpaar     |
| SAB         | (Ulm – Herrlingen – Gerhausen – Blaubeuren –) Schelklingen – Schmiechen Albbahn – Hütten – Sondernach – Münsingen (– Gomadingen – Engstingen – Gammertingen) | SAB             | Unregelmäßig    |
| RE 3        | Ulm – Biberach – Aulendorf – Ravensburg – Friedrichshafen – Lindau-Reutin                                                                                    | DB Regio BW     | Stundentakt     |
| RE 5        | Stuttgart – Esslingen – Plochingen – Göppingen – Geislingen – Ulm – Laupheim West – Biberach – Bad Schussenried – Aulendorf – Ravensburg – Friedrichshafen   | DB Regio BW     | Stundentakt     |
| RE 9        | Ulm – Neu-Ulm – Nersingen – Günzburg – Augsburg (– München)                                                                                                  | Arverio BY      | Stundentakt     |
| RE 50       | Ulm – Langenau – Giengen – Heidenheim – Aalen | DB Regio BW     | Zweistundentakt |
| RE 55       | Ulm – Blaubeuren – Schelklingen – Allmendingen – Ehingen – Munderkingen – (Rechtenstein –) Riedlingen – Sigmaringen (– Tuttlingen – Donaueschingen)          | DB Regio BW     | Stundentakt     |
| RE 75       | Ulm – Illertissen – Memmingen – Kempten (– Immenstadt – Oberstdorf)                                                                                          | DB Regio Bayern | Stundentakt     |
| RE 200      | Ulm – Merklingen – Wendlingen | DB Regio BW     | Stundentakt     |

1. ↑  Außerhalb des DING-Gebiets werden nur größere Bahnhöfe in kursiv angegeben. Regelmäßig aber nicht durchgehend bediente Haltestellen sind geklammert. Einzelne Züge können auf abweichenden Fahrwegen verkehren
2. ↑  Stündlich nach Munderkingen
3. ↑  Ab ca. 21:30 Uhr nur zwischen Senden und Weißenhorn. In Senden besteht Anschluss an den RS 7.
4. ↑  Zweistündlich nach München
5. ↑  Zweistündlich nach Oberstdorf

### S-Bahn
Die Region verfolgt seit 2012 die Einführung eines S-Bahn-ähnlichen Konzepts unter dem Namen Regio-S-Bahn-Donau-Iller. Das Liniennetz soll im Endkonzept elf Linien und einen 30-Minuten-Takt aufweisen. Eine Realisierung aller Maßnahmen wird für die Landesgartenschau 2030 in Ulm angestrebt. Mit dem Fahrplanwechsel 2021/2022 wurden sieben Linien bereits zur Regio-S-Bahn umgezeichnet, vier verbleibende Linien sind noch in Planung. Nach derzeitigem Umsetzungsstand wird nur auf der Linie RS2/RS21 sowie auf der Linie RS3 bis Herrlingen ein Halbstundentakt angeboten.

### Regionalbus
Umliegende Gemeinden sind direkt an das Oberzentrum Ulm durch Regionalbuslinien angebunden, erkennbar durch ihre zweistelligen Liniennummern beginnend mit der Linie 21. Zusätzlich sind die dreistelligen Linien 585, 597, 737, 763, 850 und 870 mit längerem Fahrweg bis Ulm durchgebunden. Alle Buslinien beginnen und enden am Zentralen Omnibusbahnhof (ZOB) in Ulm. Die Bedienungsqualität und Taktung der Linien hängen stark von den bedienten Orten ab, es ergeben sich werktags Taktabstände zwischen 30 und maximal 120 Minuten. Dabei wird nicht auf allen Linien auf ein Taktfahrplan mit fester Taktfolge gesetzt. Am Wochenende ist die Bedienungsqualität stark unterschiedlich, auf einigen Linien verkehren insbesondere sonntags nur einzelne oder keine Fahrten. Auf mehreren Regionallinien sind Nachtbusse ab ZOB in den Nächten Samstag/Sonntag und teilweise Freitag/Samstag eingerichtet.

## Stadtverkehr
Der städtische öffentliche Personennahverkehr in Ulm und teilweise in Neu-Ulm wird von den Stadtwerken Ulm/Neu-Ulm als Betreiber und Konzessionsinhaber erbracht. Der aktuelle Nahverkehrsplan Ulm von 2015 sah kleinere Verbesserungen im Angebot vor, die in mehreren Stufen bis zum 1. Januar 2020 zusammen mit einer Direktvergabe aller Linienkonzessionen im Stadtgebiet Ulm für 22,5 Jahre an die SWU umgesetzt wurden. Im Nahverkehrsplan ist unter anderem die technische Ausstattung und die Designvorschrift aller eingesetzten Fahrzeuge festgeschrieben. Wie bereits in der Vergangenheit werden auf einigen Linien Subunternehmer unter den gleichen Vorgaben im Auftrag der SWU eingesetzt.

### Straßenbahn
Als Straßenbahnen werden ausschließlich 30 Meter lange Fahrzeuge des Typs Siemens Combino und Siemens Avenio M eingesetzt.
| Linie | Verlauf | Dichtester Takt Mo–Fr/Sa/So |
| ----- | --- | --------------------------- |
| 1     | Söflingen – Theodor-Heuss-Platz – Ehinger Tor – Hauptbahnhof – Willy-Brandt-Platz – Donaustadion – Donauhalle – Böfingen Ostpreußenweg                                | 10/10/15                    |
| 2     | Kuhberg Schulzentrum – Römerplatz – Ehinger Tor – Hauptbahnhof – Lehrer Tal – Universität Süd – Kliniken Wissenschaftsstadt – Technische Hochschule – Science Park II | 5/10/15                     |

### Stadtbus
Die Bedienung der meisten Buslinien erfolgt durch den Einsatz von Gelenkbussen. Nur auf den Linien 12, 13 und 14 verkehren Solobusse sowie auf der Linie 9 Midibusse. Die Fahrleistungen im Busverkehr werden teilweise durch Subunternehmen im Auftrag der SWU Verkehr erbracht.
| Linie | Verlauf | Verlauf | Dichtester Takt Mo–Fr/Sa/So |
| ----- | --- | --- | --------------------------- |
| 4     | Friedhof Wiblingen – Tannenplatz Zentrum – Kloster Wiblingen – Donaubad – Ehinger Tor – Rathaus Ulm – Willy-Brandt-Platz – Safranberg – Böfingen Egertweg | Friedhof Wiblingen – Tannenplatz Zentrum – Kloster Wiblingen – Donaubad – Ehinger Tor – Rathaus Ulm – Willy-Brandt-Platz – Safranberg – Böfingen Egertweg | 10/10/15                    |
| 5     | Universität Süd – Kliniken Wissenschaftsstadt – Technische Hochschule – Eselsbergsteige – Lehrer Tal – Hauptbahnhof – Rathaus Ulm – Neu-Ulm ZUP –         | Steubenstraße – Hochschule Neu-Ulm – Wiley Washingtonallee                                                                                                | 10/10/15                    |
| 5     | Universität Süd – Kliniken Wissenschaftsstadt – Technische Hochschule – Eselsbergsteige – Lehrer Tal – Hauptbahnhof – Rathaus Ulm – Neu-Ulm ZUP –         | Arena – Hochschule Neu-Ulm – Ludwigsfeld Hasenweg | 10/10/15                    |
| 6     | Donaustadion – Rathaus Ulm – Hauptbahnhof – Lehrer Tal – S-Bahnhalt Ulm-Söflingen – Eselsberg Hasenkopf                                                   | Donaustadion – Rathaus Ulm – Hauptbahnhof – Lehrer Tal – S-Bahnhalt Ulm-Söflingen – Eselsberg Hasenkopf                                                   | 20/20/30                    |
| 7     | Neu-Ulm Kasernstraße – Neu-Ulm ZUP – Donauklinik – Ehinger Tor – Hauptbahnhof – S-Bahnhalt Ulm-Ost – Kliniken Michelsberg – Jungingen Rathaus             | Neu-Ulm Kasernstraße – Neu-Ulm ZUP – Donauklinik – Ehinger Tor – Hauptbahnhof – S-Bahnhalt Ulm-Ost – Kliniken Michelsberg – Jungingen Rathaus             | 20/20/30                    |
| 8     | Grimmelfingen Eisenbahnstraße – Kuhberg Schulzentrum – Söflingen – Blautal-Center – Eselsberg Hasenkopf – Universität Süd                                 | Grimmelfingen Eisenbahnstraße – Kuhberg Schulzentrum – Söflingen – Blautal-Center – Eselsberg Hasenkopf – Universität Süd                                 | 20/30/30                    |
| 9     | Roter Berg – Söflingen – Gleißelstetten | Roter Berg – Söflingen – Gleißelstetten | 20/30/-                     |
| 10    | Donautal – Ehinger Tor – Hauptbahnhof – Blautal-Center | Donautal – Ehinger Tor – Hauptbahnhof – Blautal-Center | 15/20/-                     |
| 11    | ZOB – Ehinger Tor – S-Bahnhalt Ulm-Donautal – Einsingen – Eggingen – Ermingen – Söflingen – Theodor-Heuss-Platz – Ehinger Tor – ZOB                       | ZOB – Ehinger Tor – S-Bahnhalt Ulm-Donautal – Einsingen – Eggingen – Ermingen – Söflingen – Theodor-Heuss-Platz – Ehinger Tor – ZOB                       | 60/60/120                   |
| 12    | ZOB – Ehinger Tor – Gögglingen – Donaustetten – Dellmensingen Hirsch / Unterweiler Hartstraße                                                             | ZOB – Ehinger Tor – Gögglingen – Donaustetten – Dellmensingen Hirsch / Unterweiler Hartstraße                                                             | 30/30/60                    |
| 12    | Wiblingen Kemptener Straße – Gögglingen – Donaustetten – Unterweiler Hartstraße                                                                           | Wiblingen Kemptener Straße – Gögglingen – Donaustetten – Unterweiler Hartstraße                                                                           | 60/-/-                      |
| 13    | Mähringen Wendeschleife – Universität Süd – Lehr – Jungingen (– Im Lehrer Feld)                                                                           | Mähringen Wendeschleife – Universität Süd – Lehr – Jungingen (– Im Lehrer Feld)                                                                           | 30/60/60                    |
| 14    | Kloster Wiblingen – Donautal – S-Bahnhalt Ulm-Donautal – Grimmelfingen – Kuhberg Schulzentrum                                                             | Kloster Wiblingen – Donautal – S-Bahnhalt Ulm-Donautal – Grimmelfingen – Kuhberg Schulzentrum                                                             | 30/-/-                      |
| 15    | Willy-Brandt-Platz – Safranberg – Böfingen Egertweg – Hörvelsinger Weg – Kliniken Wissenschaftsstadt – Technische Hochschule – Science Park III           | Willy-Brandt-Platz – Safranberg – Böfingen Egertweg – Hörvelsinger Weg – Kliniken Wissenschaftsstadt – Technische Hochschule – Science Park III           | 60/-/-                      |

1. ↑  In Neu-Ulm Konzessionsteilung mit der RBA
2. ↑  In der SVZ, samstags und sonntags nur zwischen Hauptbahnhof und Eselsberg Hasenkopf
3. ↑  In der SVZ und sonntags nur zwischen Grimmelfingen und Kuhberg Schulzentrum. Samstags nur bis Eselsberg Hasenkopf
4. ↑  Samstags Donautal <> Theater alle 60 Minuten und Ehinger Tor <> Blautal-Center alle 20 Minuten
5. ↑  Abwechselnd nach Dellmensingen und Unterweiler. In der SVZ und sonntags nur nach Unterweiler

An Schultagen verkehren zu Schulbeginn und Schulschluss zusätzliche Busfahrten zur Schülerbeförderung mit abweichenden Linienwegen als Linie E.
Die Busanbindung der Stadtteile Neu-Ulms hat, bis auf Ludwigsfeld und die Stadtmitte, eher Regionalbuscharakter, diese sind daher im Abschnitt Regionalbus mitinbegriffen.
Zu den Neben- und Schwachverkehrszeiten, also im 15- und 30-Minuten-Takt, warten die Hauptlinien 1, 2, 4, 5 und 7 in einem Rendezvous-System aufeinander. Diese Anschlüsse werden abgewartet, bis das letzte Fahrzeug eintrifft und alle Fahrgäste umgestiegen sind. Haltestellen, an denen diese Anschlussgarantie greift, sind Ehinger Tor, Hauptbahnhof, Rathaus Ulm, Willy-Brandt-Platz und Egertweg. Bei verpasstem Anschluss durch Verschulden der SWU kann ein Ersatzfahrzeug angefordert werden. Weiterhin gibt es ganztägig Anschlüsse an den Haltestellen Kuhberg Schulzentrum (Linien 2 und 8), Universität Süd (Linien 2 und 13), Söflingen (Linien 1, 8 und 9) und Zollbrücke (Linien 12 und 16).

### Nachtbus
Die Nachtbusse verkehren in den Nächten von Freitag auf Samstag, von Samstag auf Sonntag und in den Nächten vor Feiertagen immer von Ulm ZOB aus um 01:30 Uhr, 02:30 Uhr und 03:30 Uhr. Die Linienkonzessionen der Nachtbusse liegen bei der SWU, bis auf die Linie N5, die Gairing Omnibusverkehr zugeordnet ist.
| Linie | Verlauf                                                                  |
| ----- | ------------------------------------------------------------------------ |
| N1    | Ulm ZOB – Söflingen – Ermingen – Eggingen – Einsingen                    |
| N2    | Ulm ZOB – Eselsberg – Wissenschaftsstadt                                 |
| N3    | Ulm ZOB – Universität Süd – Mähringen – Lehr – Jungingen                 |
| N4    | Ulm ZOB – Willy-Brandt-Platz – Safranberg – Eichberg – Böfingen          |
| N5    | Ulm ZOB – Neu-Ulm ZUP – Offenhausen – Pfuhl – Burlafingen – Steinheim    |
| N7    | Ulm ZOB – Wiblingen – Unterweiler                                        |
| N8    | Ulm ZOB – Kuhberg – Grimmelfingen – Donautal – Gögglingen – Donaustetten |

### Rufbus
Auf den Linien 9 und 14 im Stadtgebiet Ulm ist ein Rufbussystem eingerichtet und wird unter der Bezeichnung MobilSAM als mobiles Sammeltaxi angeboten. Diese ersetzen dort die entsprechenden Linienbusse in den nachfrageschwachen Zeiten. Tariflich sind die Sammeltaxen voll in den Tarifverbund integriert, zusätzlich zu einem Fahrschein ist ein fester Betrag von 50 Cent pro Fahrt fällig. Ein Zustieg muss mindestens 30 Minuten vor Abfahrt telefonisch oder online angemeldet werden.
Im bayrischen Teil der Region und in Neu-Ulm wird ein Rufbussystem mit der Bezeichnung Pfiffibus vermarktet. Diese Linien besitzen jeweils einen festen Start- und Endpunkt an einem Bahnhof und fahren nach Ankunft des Anschlusszuges bestellte Haltestellen an. Das System ersetzt hier insbesondere abends und am Wochenende die Fahrten von Regionalbussen. Die Pfiffibusse können mit einem Fahrschein des DING-Gebiets ohne Zuschlag genutzt werden. Eine Anmeldung ist, außer bei Zustieg am Startbahnhof, mindestens eine Stunde vor Abfahrt nötig.